# Guido Jarach
Guido Jarach (Milano, 30 novembre 1905 – 1991) è stato un banchiere e dirigente d'azienda italiano.

## Biografia
Figlio del comandante Federico Jarach (assessore alle Finanze del Comune di Milano, industriale e presidente della Federazione degli industriali meccanici e metallurgici) e di Giorgina Rignano, dopo aver conseguito la laurea in ingegneria, il 25 gennaio 1942 presso il Tempio di Via Guastalla a Milano, Guido Jarach sposò Fernanda Schapira, figlia dell'industriale nel settore tessile Carlo Schapira. Rifugiato in Svizzera a causa delle persecuzioni razziali, rientrò in Italia dopo la liberazione.
Al termine del secondo conflitto mondiale, Jarach riprese con vigore la sua attività imprenditoriale, nel settore della costruzione di macchine tessili e grafiche e nel marzo, dopo essere stato per quasi 10 anni consigliere di amministrazione della Banca Popolare di Milano, nel 1965 successe all'architetto Ambrogio Gadola nel ruolo di presidente dell'istituto, carica che mantenne sino al 1971.
Fu consigliere e poi presidente della Comunità Ebraica di Milano e presidente onorario dell'Unione delle comunità ebraiche italiane.
Dopo la morte gli è stato dedicato l'asilo nido Guido Moshe Jarach a Milano presso il centro delle Scuole della Comunità Ebraica - ORT di via Sally Mayer.